# Кельват
Кельват — река в России, протекает по Томской области, левый приток Васюгана. Устье реки находится в 517 км по левому берегу реки Васюган. Длина реки Кельват составляет 199 км. Высота устья — 61 м над уровнем моря. Площадь водосборного бассейна — 1690 км².
В устье Кельвата находятся археологические памятники: древнее городище и следы землянок. Также с рекой связано множество местных легенд. В нескольких километрах от устья реки Кельват расположен памятник природы областного значения Конев Яр. Река пользуется популярностью среди любителей рыбного лова.

## Притоки
- 13 км: Чочергина
- 42 км: река без названия
- 62 км: Долгая
- 127 км: Сокан-Ега
- 135 км: Налиминка
- 146 км: Окунёва
- 149 км: Лиственная
- 169 км: река без названия
- 177 км: Кулунъях
- 178 км: Рыбнохтан-Ега

## Данные водного реестра
По данным государственного водного реестра России Кельват относится к Верхнеобскому бассейновому округу, водохозяйственный участок реки — Васюган, речной подбассейн реки — бассейны притоков Оби (верхней) от Кети до Васюгана. Речной бассейн реки — Обь (верхняя) до впадения Иртыша.